# Леус, Виталий Николаевич
Вита́лий Никола́евич Леус (укр. Віта́лій Микола́йович Леус; 2 июля 1946, село Крутояровка Прилукского района Черниговской области УССР — 26 декабря 2017, Чернигов, Украина ) — украинский прозаик и публицист, журналист, краевед.

## Биография
Родился в крестьянской семье.
В 1972 году окончил факультет журналистики Киевского государственного университета им. Т. Г. Шевченко.
Прошел трудовой путь от рядового корреспондента до главного редактора газеты.
1960—1965 — внештатный и штатный корреспондент городской газеты «Правда Прилуччины» (г. Прилуки).
1966—1969 — в Сребнянской районной газете «Ленинское слово»: литературный работник, заведующий отделом писем, ответственный секретарь.
1969—1972 — литработник Черниговской областной молодежной газеты «Комсомольский гарт».
1972—1990 — заместитель ответственного секретаря Черниговской областной газеты «Деснянская правда».
1990—1999 — ответственный секретарь, заместитель редактора областной газеты «Черниговский вестник».
1999—2004 — ответственный секретарь городской газеты «Черниговские ведомости».
2004—2006 — главный редактор всеукраинской газеты для детей «Лихтарык».
Член Национального союза журналистов Украины (1974), Национального союза писателей Украины (2003), Национального союза краеведов Украины (2010). Член Международной литературно-художественной Академии Украины, член жюри Черниговских областных конкурсов для детей и молодежи.
Умер 27 декабря 2017 года в Чернигове.

## Творческая деятельность
За 40 лет журналистской деятельности напечатал около 1500 статей, корреспонденций, очерков и других материалов. Печатался в разных газетах, альманахах, сборниках, журналах, в том числе: «Новый Свет», «Неделя», «Литературная Украина», «Сельские вести», «Советская Украина», «Рабочая газета», «Молодая гвардия», «Советский спорт», «Спортивная газета», «Днепр», «Советская женщина», «Барвинок».
Темы журналистских публикаций — о простых, рядовых людях, участниках Второй мировой войны, сражавшихся с немецко-фашистскими захватчиками, историко-краеведческие очерки, материалы по вопросам пропаганды украинской литературы и культуры. Разрабатывал темы паранормальных явлений, автор многочисленных дорожных очерков.
Автор 50 книг художественной прозы и публицистики — романов, повестей, рассказов, историко-краеведческих очерков. Первое произведение «Время рожать сыновей» было опубликовано в 1989 году.
Автор избранных детективных произведений в семи томах (2006—2016).
Представлен в учебнике «Украинский язык» для учащихся третьего класса общеобразовательных учебных заведений (М. Д. Захарийчук, А. И. Мовчан. — М .: «Грамота», 2014), рекомендованном Министерством образования Украины.

## Заслуги и награды
Лауреат международных и всеукраинских премий и конкурсов: имени Николая Гоголя «Триумф» (2004), Ярослава Мудрого (2007), Михаила Коцюбинского (2008), Григория Сковороды «Сад божественных песен» (2008), Леонида Глибова (2011), Пантелеймона Кулиша ( 2013), высшей наградой «Бриллиантовый Дюк» Международного литературного конкурса де Ришельё (Украина-Германия, 2017), посмертно награждён: в 2018 году - международными литературными премиями «Мир Пограничья» (Украина), имени Вениамина Блаженного (Беларусь) и Генриха Бёлля (Германия); в 2019 году - Почётной международной медалью имени Леси Украинки (Украина - Германия); в 2020 году - Международной литературной премией имени Михаила Булгакова (Украина-Германия).
Многократный победитель Черниговского областного конкурса «Лучшая книга года» (2002, 2004, 2006, 2007, 2008, 2010, 2011).
Победитель Черниговского областного фестиваля журналистов «Золотой перезвон Придесенья» (2004).
Награждён почетными грамотами: президиума Украинского республиканского комитета профсоюзов работников культуры (1983), Черниговской областной государственной администрации (2004), Национального союза журналистов Украины (2006), Черниговского областного совета (2006), Черниговского городского совета (2006). Награждён международными медалями Ивана Мазепы (2016)и Александра Довженко (2017).